# Битва за Эль-Хиллу (2003)
Битва за Эль-Хиллу (31 марта — 2 апреля 2003 года) — вооруженное противостояние во время американского вторжения в Ирак около города Эль-Хилла между американскими и иракскими войсками.
До войны древний город Эль-Хилла был штаб-квартирой для подразделений иракской Республиканской гвардии. Поскольку одной из главных целей вторжения коалиции в Ирак была ликвидация Республиканской гвардии, Хилла стала важной целью для солдат коалиции, кроме того, Хилла лежала на пути планируемого наступления на Эн-Наджаф.
Бои в Хилле начались 31 марта 2003 года, когда две роты 2-й бригады 10-й горнопехотной дивизии США вошли в деревню Кифла к югу от города, примерно в 6 утра. Далее американские войска продвинулись вдоль шоссе 8 под прикрытием с воздуха. В 6-30 американский вертолёт AH-64 попал под огонь иракских солдат, окопавшихся в бункерах, и в 6:40 американские солдаты вступили в бой с иракской пехоты. Начался ожесточенный городской бой.
После почти 15 минут интенсивной перестрелки наземные подразделения США остановились возле кампуса Вавилонского колледжа, где они продолжили бой с двумя укрепившимися в районе пехотными батальонами Республиканской гвардии, поддержанными двумя артиллерийскими батареями и системами ПВО. В течение пяти часов силы коалиции были заняты боем, танки Абрамс зачастую оказывались бессильны в узких улочках города. Одновременно с наземным боем иракские позиции атаковали вертолёты AH-64, пока не израсходовали боеприпасы и почти все топливо. 8 «апачей» вернулись на базу поврежденными, ремонтные бригады сообщали, что вынимали из их корпусов неразорвавшиеся снаряды РПГ. Многие пилоты были ранены, а один из серьёзно раненых позже получил медаль Пурпурное сердце.
В 17:30 полковник Джозеф Андерсон приказал коалиционным силам отступить. Один американский солдат был убит в бою, но для иракцев бой обернулся сотней погибших и потерей БТР, двух артиллерийских и одной зенитной батарей.
Вслед за отходом войск авиация коалиции совершила налет на иракские позиции в городе. Многочисленные кассетные бомбы были сброшены на кварталы, в результате чего, помимо иракских солдат, более 500 гражданских лиц были убиты или ранены. После бомбардировки коалиционные силы вновь были отправлены в бой и, встречая уже значительно меньшее сопротивление, захватили город к концу дня 1 апреля. После захвата Хиллы коалиционные силы смогли выдвинуться к Наджафу. Небольшие очаги сопротивления, состоящие в основном из иракских партизан, сохранялись в городе до 11 апреля, но почти все организованное иракское сопротивление в городе было уничтожено, и Республиканская гвардия больше не представляла собой серьёзную угрозу для коалиционных сил.